# Kroktjärnet (Järnskogs socken, Värmland)
Kroktjärnet är en sjö i Eda kommun i Värmland och ingår i Göta älvs huvudavrinningsområde. Sjöns area är 0,011 kvadratkilometer och den är belägen 291 meter över havet.